# 추적 (2025년 영화)
《추적》은 2025년 8월 6일에 개봉 예정인 대한민국의 영화이다.

## 같이 보기
- 2025년 대한민국의 영화 목록